# 長野県北部地震 (2011年)
長野県北部地震（ながのけんほくぶじしん）は、2011年（平成23年）3月12日3時59分ごろ、長野県北部と新潟県中越地方に跨る地域、長野県下水内郡栄村と新潟県中魚沼郡津南町との県境付近で発生した地震。逆断層型の内陸地殻内地震で、マグニチュード (M) 6.7 (Mw6.4)、最大震度6強。本震に続いてM5以上の2回の余震が2時間内に相次いで発生した。
新潟・長野県境地震、信越地震ともいう。最も大きな被害の出た長野県下水内郡栄村ではこの地震を栄村地震、その地震被害を栄村大震災と呼ぶ場合がある。

## 概要
発震機構は、北西 - 南東方向に圧力軸を持つ逆断層型で、地殻内の浅い大陸プレート内地震。3月12日9時までの余震分布域は、本震を中心として北北東方向 - 南南西方向に約17kmの距離と深さ4kmから10kmの地域に集中している。十日町断層帯と信濃川断層帯の中間に位置する地域での変位が大きく、既知の活断層の活動ではない。なお、断層の方向を正断層と考える研究もある。また、4月12日には3月12日の震央から南に20km離れた地点でM5.6、震源の深さ0km、最大震度5弱の地震が発生した。この地震の発震機構解は北北西－南南東圧縮の横ずれ断層型で別の断層の活動と考えられる。
2004年（平成16年）の新潟県中越地震と1847年（弘化4年）の善光寺地震の震源域の中間付近に存在していた新潟-神戸歪集中帯の空白域を埋めた地震で、東京大学地震研究所や産業技術総合研究所の研究者らにより発生が予見されていた。
この他、本地震および一連の余震の特徴として、潮汐に関係するとみられる地震が全体の約50%と通常より高い相関がみられている。
前日に起きた東日本大震災の被害状況すら全く分かっていない状態での今回の地震であり、さらには内陸という異なる地帯での大地震であったため、国民に大きな衝撃を与えた。

### 地殻変動
新潟県十日町市松之山観測点が北東に39cmの地殻変動。震動に伴う斜面の崩落や地滑りは規模の割に少なかったが、2 - 3mの積雪により地滑りが抑制されたと考えられる。

## 各地の震度
震度5弱以上以上の揺れを観測した地域は以下の通り。
| 震度 | 都道府県 | 観測点 |
| ---- | -------- | --- |
| 6強  | 長野県   | 栄村北信 |
| 6弱  | 新潟県   | 十日町市上山・十日町市松之山・十日町市松代・津南町下船渡 |
| 5強  | 群馬県   | 中之条町小雨 |
| 5強  | 新潟県   | 上越市三和区井ノ口・十日町市水口沢 |
| 5弱  | 新潟県   | 上越市安塚区安塚・上越市牧区柳島・上越市頸城区百間町・上越市清里区荒牧・上越市大島区岡・長岡市小国町法坂・長岡市山古志竹沢・柏崎市高柳町岡野町・十日町市高山・十日町市千歳町・出雲崎町米田・湯沢町神立・刈羽村割町新田・南魚沼市六日町・南魚沼市塩沢小学校・南魚沼市塩沢庁舎 |
| 5弱  | 長野県   | 野沢温泉村豊郷 |

北は秋田県仙北市、西は兵庫県西宮市で震度1を観測するなど、東北地方から近畿地方にかけて震度4 - 震度1の揺れを観測した。栄村北信で観測された計測震度は6.4であり（最大加速度は1250.9ガル）、震度7に近い激震であった。

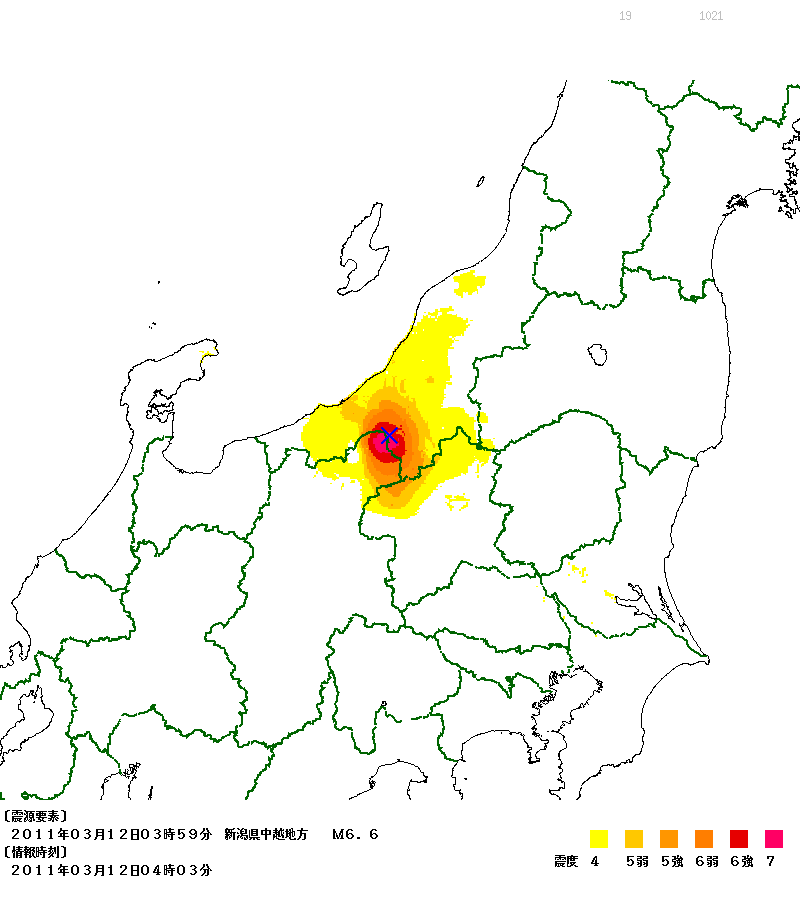
気象庁発表の推計震度分布図

また、気象庁の推計震度分布図によると、長野県と新潟県の県境において、比較的広い範囲で震度7相当の揺れがあったとみられている。

## 余震
長野県北部の他には、新潟県中越地方の南部でも今回の地震による余震が発生している。主な地震は以下の通り。
| 発生日  | 発生時刻     | 震央           | 震源の深さ | 地震の規模 | 最大震度 | 最大震度観測地 | 備考     |
| ------- | ------------ | -------------- | ---------- | ---------- | -------- | -------------- | -------- |
| 3月12日 | 午前3時59分  | 長野県北部     | 8km        | M6.7       | 震度6強  | 栄村           | 本震     |
| 3月12日 | 午前4時31分  | 長野県北部     | 1km        | M5.9       | 震度6弱  | 栄村           | 最大余震 |
| 3月12日 | 午前5時42分  | 長野県北部     | 4km        | M5.3       | 震度6弱  | 栄村           | 余震     |
| 3月12日 | 午後11時34分 | 長野県北部     | 5km        | M3.7       | 震度5弱  | 栄村           | 余震     |
| 4月12日 | 午前7時26分  | 長野県北部     | 0km        | M5.6       | 震度5弱  | 栄村・木島平村 | 余震     |
| 4月17日 | 午前0時56分  | 新潟県中越地方 | 8km        | M4.9       | 震度5弱  | 津南町         | 余震     |
| 6月2日  | 午前11時33分 | 新潟県中越地方 | 6km        | M4.7       | 震度5強  | 十日町市       | 余震     |

## 他の地震との関連
本地震は東北地方太平洋沖地震（東日本大震災）の翌日（13時間後）に発生したもので、活断層による内陸直下型が海溝型の巨大地震に誘発されて起きた遠方誘発地震と考えられている。なお、本地震から3日後の15日には、本地震と同様に東北地方太平洋沖地震に誘発されたと考えられる静岡県東部地震が発生している（「東北地方太平洋沖地震の前震・本震・余震の記録」も参照）。
また、同年6月30日には長野県中部（松本市付近）でM 5.4、最大震度5強の地震が発生しているが、これも長野県北部地震の余震ではなく、東北地方太平洋沖地震の遠方誘発地震と考えられている。

## 主な被害
長野県栄村の被害総額（住宅を除く）、55億円。新潟県の公共土木施設の被害額、37億円。
| 地域   | 地域       | 人的被害 | 人的被害 | 人的被害 | 住宅被害 | 住宅被害 | 住宅被害 | 非居住構築物 |
| 地域   | 地域       | 死亡     | 軽傷     | 重症     | 全壊     | 半壊     | 一部損壊 | 全半壊       |
| ------ | ---------- | -------- | -------- | -------- | -------- | -------- | -------- | ------------ |
| 新潟県 | 長岡市     | 0        | 0        | 0        | 0        | 0        | 21       | 1            |
| 新潟県 | 柏崎市     | 0        | 2        | 0        | 0        | 0        | 2        | 2            |
| 新潟県 | 十日町市   | 0        | 9        | 0        | 21       | 103      | 729      | 105          |
| 新潟県 | 上越市     | 0        | 3        | 1        | 2        | 17       | 184      | 44           |
| 新潟県 | 南魚沼市   | 0        | 3        | 0        | 0        | 0        | 9        | 5            |
| 新潟県 | 津南町     | 0        | 37       | 0        | 6        | 45       | 628      | 206          |
| 長野県 | 栄村       | 3        | 10       | 0        | 33       | 169      | 492      | 290          |
| 長野県 | 飯山市     | 0        | 0        | 0        | 1        | 0        | 14       | 0            |
| 長野県 | 野沢温泉村 | 0        | 1        | 0        | 0        | 0        | 1        | 0            |
| 長野県 | 長野市     | 0        | 1        | 0        | 0        | 0        | 0        | 0            |
| 合計   | 合計       | 3        | 66       | 1        | 63       | 334      | 2080     | 653          |

### 交通機関
- 飯山線
  - 土砂崩れにより横倉駅 - 森宮野原駅間などで路盤崩落。運転再開は4月29日。
  - 森宮野原駅付近で除雪車脱線
  - 森宮野原駅ホーム一部損壊
- 国道117号
  - 橋梁損傷･路面損傷 計24箇所
  - 飯山市市川橋 - 新潟県境 通行止め
  - 百合居橋左岸清水河原 スノーシェッド崩落により通行止め
  - 飯山市西大滝 スノーシェッド路肩崩落
  - 津南町小下里地内 雪崩により通行止め
  - 栄大橋 橋桁がずれ通行止め
- 国道405号
  - 津南町見玉地籍 雪崩により通行止め
  - 津南町清水川原地籍 落石により通行止め
- 国道353号
  - 豊原トンネル手前 船繋川埋没
- 栄村村内の県道（長野県）
  - 長野県道407号長瀬横倉停車場線、長野県道408号箕作飯山線、長野県道507号秋山郷森宮野原停車場線、長野県道502号奥志賀公園栄線 橋梁損傷・道路崩壊･路肩崩壊 計38箇所。

### 人的被害
- 死者は栄村で3名、いずれも地震後の避難生活中の災害関連死と認定されている[N 1]。怪我人は新潟県内31名、長野県内15名、ただし軽傷。
- 秋山地区を除く栄村全域（804世帯2042人）に避難指示[22]（村の総人口の90%）、一時約1700名余が避難[N 5]。
- 秋山地区（秋山郷）で道路寸断により約300名が一時孤立した。

### その他
- 地震動により雪崩が誘発され、33棟が全壊、152棟が半壊[N 6]。
- 栄村のほぼ全域で断水したが、3月19日までに復旧。ただし、森地区の「森簡易水道」は水源地での土砂崩落により、復旧は絶望的。
- 中条川上流部・東入沢川沿で山崩れによる河道閉塞と土石流が発生。
- 長野県県宝「阿部家住宅」損壊。
- 大巻川流域で全層雪崩・斜面崩壊 3箇所。

## 対応
- 3月12日
  - 6:00 栄村災害対策本部設置。
  - 11:00 京都市消防局より派遣された消防ヘリコプターにより被害調査。
  - 11:00 秋山地区を除く村内全域の804世帯 2042人に避難指示を発令。
- 3月21日 栄村一部地域を除き、避難指示を解除。
- 4月1日 長野県による栄村生活再建支援本部設置。
- 4月6日 栄村全域の避難指示を解除。
- 4月15日 栄村村内2箇所に計40戸の仮設住宅建設開始。後日、15戸追加。
- 5月14日 栄村仮設住宅への入居開始。

## 支援活動
- 神戸市消防局、兵庫県、奈良県より緊急消防援助隊計361名
- 自衛隊航空隊
- 大阪市消防局、京都市消防局より消防ヘリコプター派遣、計2機
- 木島平村 給水車派遣
- 岩手・宮城両県知事への発言が問題となり辞任した松本龍前復興大臣が、辞任後まもなく栄村を訪問した。
- 義援金 1,010,482,317円 (2013年3月5日現在)
  - 栄村に直接寄せられた義援金 (13,761件) 869,199,341円
  - 日本赤十字社並びに中央共同募金会(長野県北部地震災害義援金配分委員会から)からの義援金 141,282,976円
- 2012年1月末、森宮野原駅前にスーパーマーケット「がんばろう栄村 駅前店」開業[N 7]
- 2016年4月、栄村震災復興祈念館開館[N 8]

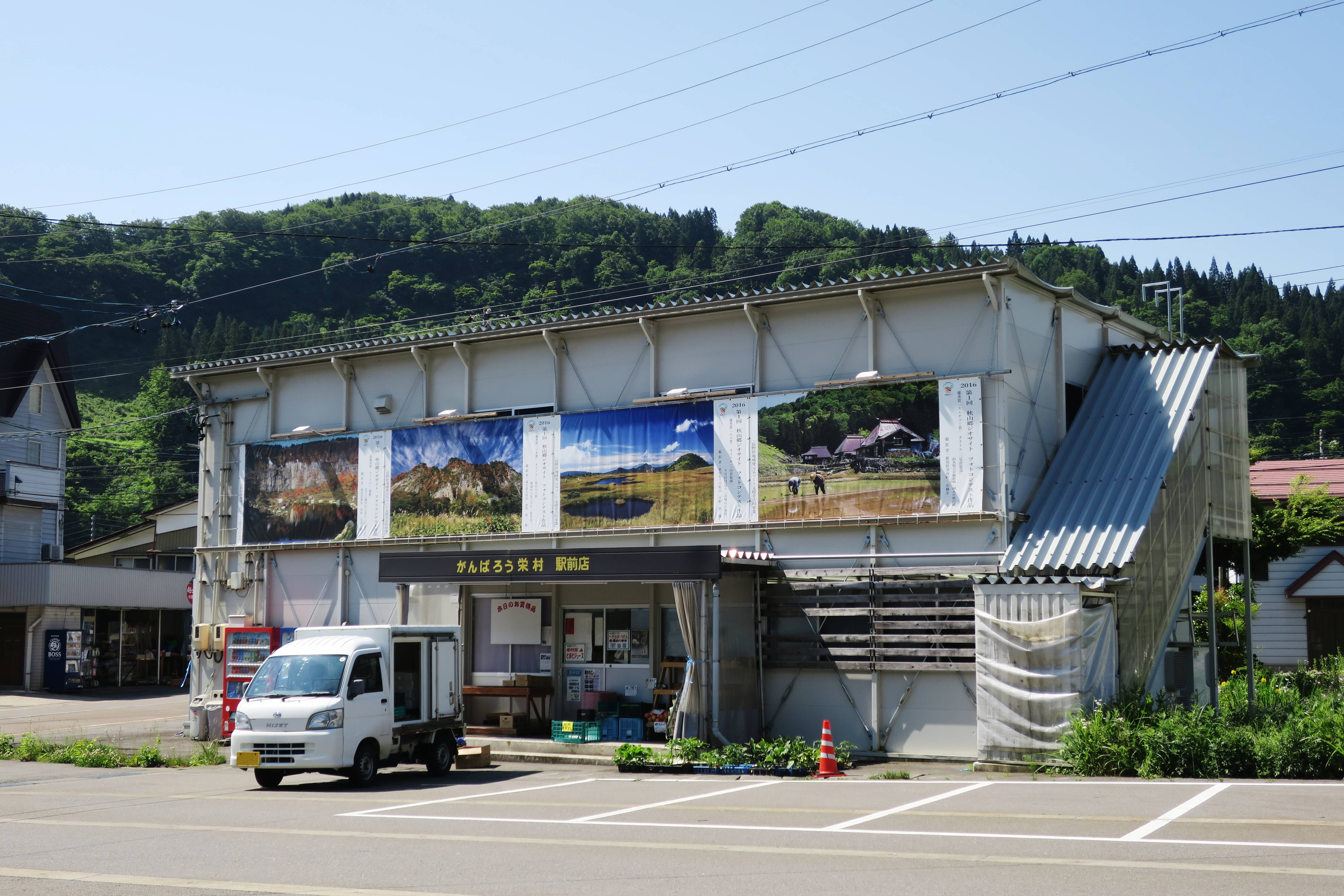
がんばろう栄村 駅前店
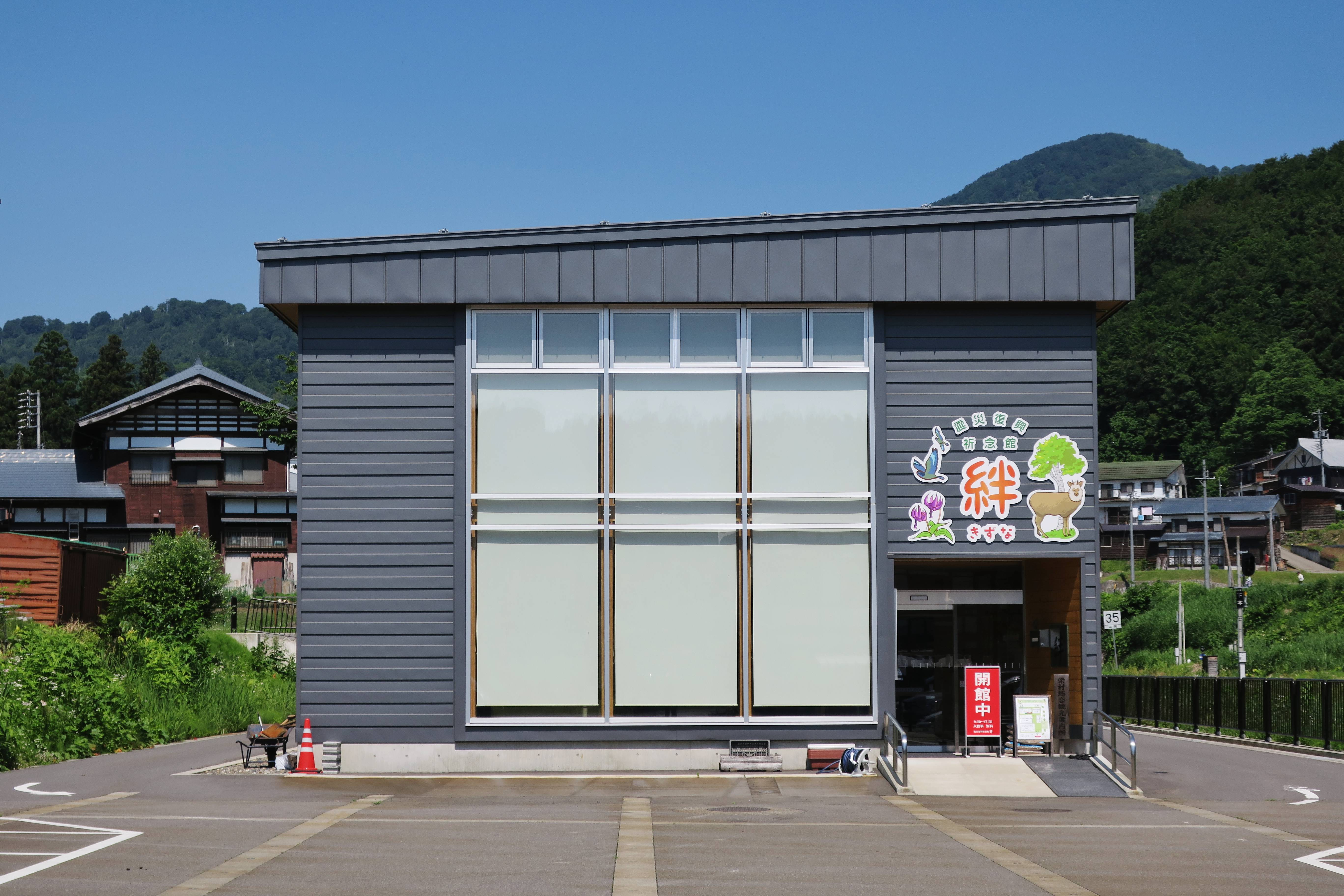
栄村震災復興祈念館「絆」

## 法的措置
- 激甚災害法指定、災害救助法適用（栄村・十日町市・上越市・津南町）[注釈 1][23]、被災者生活再建支援法適用

## 報道
ジェイ・キャストによれば、この地震の被害状況は被災地を除く全国では少ない頻度で伝えられた。みのもんたは『みのもんたの朝ズバッ!』で「これだけの被害が出ているとは、私たちも気づかなかった」と述べている。
長野市長の鷲沢正一は2011年4月26日の定例記者会見で、風評被害と栄村のためを考えて地震の呼称に「長野県北部地震」を使わず「栄村地震」と表現する市の方針を発表し、マスコミや県に同様の対応を望む考えを示した。会見では、松代群発地震の気象庁の命名の際に風評被害の増加の恐れから「北信地震」から「松代地震」に範囲が限定されたことを前例として挙げた。

## その他
- この地震の震源付近では、2018年（平成30年）5月25日の午後9時13分ごろに、M5.2の地震が発生し、栄村で震度5強の強い揺れを観測した[25]。
- 飯山市西大滝地区に7体の地蔵があるが、地震の影響により土台を固めた1体を除いて6体が栄村の方向を向いた[26]。
- 2024年9月10日、善光寺大勧進の栢木寛照貫主が、被災者救援に尽力した大勧進８０世住職の等順の志を継ぎ、震災復興祈念館「絆」を訪問、宮川幹雄村長から被災状況と復興の歩みを伝える展示の説明を受け、被災者の供養や村の繁栄を願う法要を執り行った。宮川村長は「忘れずにいてくれたことが心からありがたい」と感謝した[27]。